# مایک گراهام (بازیکن فوتبال)
مایک گراهام (انگلیسی: Mike Graham؛ زادهٔ ۲۴ فوریهٔ ۱۹۵۹) بازیکن فوتبال است.
از باشگاه‌هایی که در آن بازی کرده‌است می‌توان به باشگاه فوتبال منزفیلد تاون اشاره کرد.